# Gmina Lubichowo
Die Gmina Lubichowo  ist eine Landgemeinde im Powiat Starogardzki der Woiwodschaft Pommern in Polen. Ihr Sitz ist das gleichnamige Dorf (deutsch Lubichow, 1940–1942 Lubichau, 1942–1945 Liebichau, kaschubisch Lëbichòwò) mit 2276 Einwohnern (2009).

## Gliederung
Zur Landgemeinde (gmina wiejska) Lubichowo gehören zwölf Ortsteile (deutsche Namen, amtlich bis 1945) mit einem Schulzenamt (sołectwo):
- Bietowo (Bietau)
- Lubichowo  (bis 1940 Lubichow)[2]
- Mermet (Mermitten)
- Mościska (Moschiska)
- Ocypel (Occipel)
- Osowo Leśne (Ossau)
- Smolniki
- Szteklin (Stecklin I)
- Wda
- Wilcze Błota (Wilscheblott)
- Zelgoszcz (Zellgosch)
- Zielona Góra (Grüneberg)

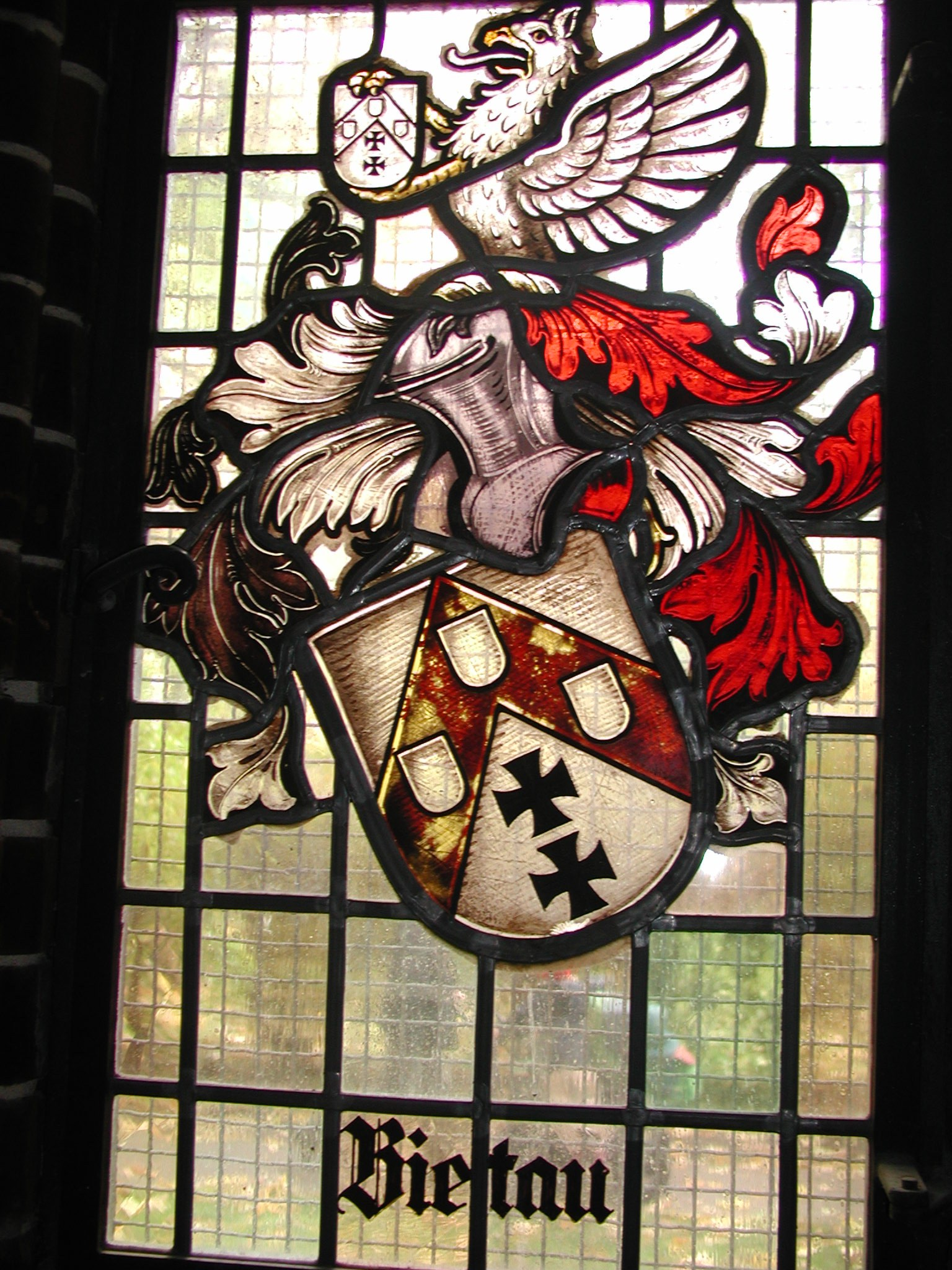
Historisches Bietowo-Wappen im Kirchenfenster der Erlöserkirche Berlin-Rummelsburg

Weitere Ortschaften der Gemeinde sind:
- Budy (Budda)
- Kaliska
- Krępki (Krampken)
- Kujawy (Kujawien)
- Lipinki Królewskie
- Młynki
- Pawelec
- Plony
- Skowronek
- Szteklinek
- Wdecki Młyn
- Ziemianek

## Verkehr
Lubichowo, Ocypel und Zelgoszcz hatten einen Bahnhof an der Bahnstrecke Smętowo–Szlachta.

## Persönlichkeiten der Gemeinde
- Clara Siewert (1862–1945), deutsche Malerin, geboren und aufgewachsen auf dem Gut Budda
- Elisabeth Siewert (1867–1930), deutsche Schriftstellerin, geboren und aufgewachsen auf dem Gut Budda.